# Michał Sozański
Michał Adam Sozański (ur. 17 września 1853 w Błażowie w powiecie samborskim, zm. 26 stycznia 1923 we Lwowie) – malarz i rysownik polski. Malował głównie w technice akwarelowej, np. obrazki rodzajowe takie jak "Pranie w Prucie" i "Cukrownia" (obie z 1895, odnalezione 1997) i portrety (np. "Portret oficera Władysława M. Bechowskiego" z 1922). Spośród innych jego prac wymienia się m.in. "Dom w Poturzycy gdzie umarł Włodzimierz Dzieduszycki" (1899), kopię grottgerowskiego "Pochodu na Sybir", sceny rodzajowe, wnętrza i postacie - "Wypad ze szkoły kadeckiej", "Pokój jadalny Józefa hr. Drohojowskiego", "Ułaszowieckie jarmarki", "Kopanie ziemniaków", "Giewont", "Widok Lublina", "Cyganka", "Dziewczyna z dzbanem" i wiele innych.
Syn Sylwerego Sozańskiego (1815–1895), właściciela Błażowa, i Anny de domo Jełowickiej. W 1865 uczył się w gimnazjum we Lwowie. Potem studiował architekturę w Lwowskiej Akademii Technicznej, a od 1874   rozwijał swoje artystyczne zdolności pod okiem Leonarda Marconiego (w latach 1876–1877 był w katedrze rysunku i modelowania asystentem), także za jego namową dwa lata studiował w Wiedniu.
Powołany do wojska w 1877, był świadkiem kampanii bośniackiej, co znalazło swoje odbicie w niektórych jego późniejszych pracach - malował widoki (Dubrownik, Lovran) i postacie ("Serbowie", "Turek"). 

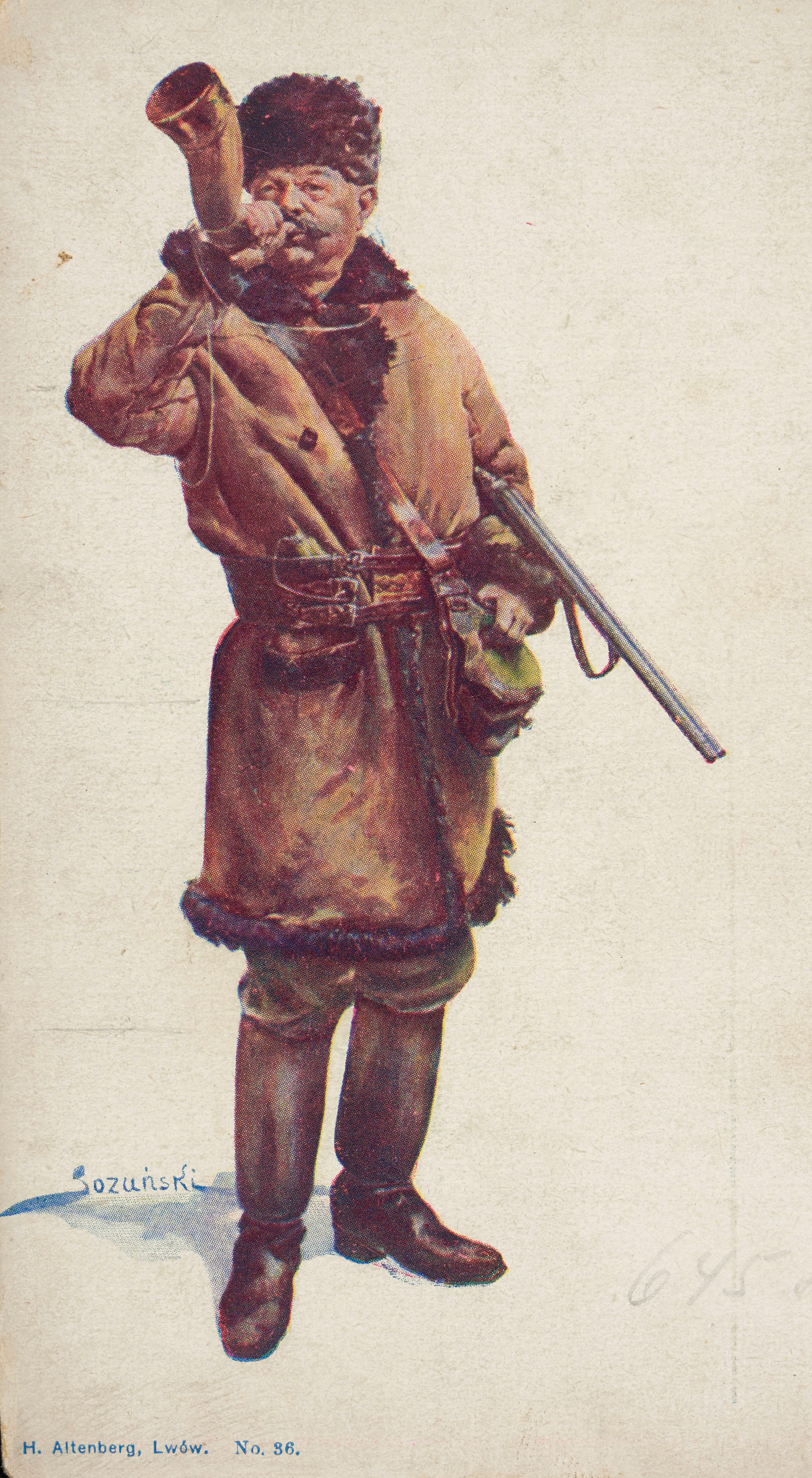
Michał Sozański, [Myśliwy grający na rogu

Często odwiedzał Włochy, podczas pobytu we Florencji w 1882 stworzył także "Portret Juliana Konstantego Ordona". W latach 1883–1886 oraz 1890–1891 był asystentem w lwowskiej Szkole (przedtem Akademii) Technicznej, nadal jednak odwiedzając Włochy. Włoskie akcenty pojawiły się w jego pracach, np. "Caprejska kuchnia", "Lawa Wezuwiusza", "Neapolitanka" i in. W latach 90. XIX w. opiekował się chorym poetą i rzeźbiarzem Teofilem Lenartowiczem; w 1893 namalował we Florencji portret pośmiertny artysty. 
Zaproszony przez Jana Stykę do współpracy nad mierzącym 1700 metrów kwadratowych olejnym obrazem "Panoramy Racławickiej" wyraził zgodę i wymieniany jest - obok Styki i Wojciecha Kossaka - w grupie siedmiu pozostałych autorów-asystentów, twórców tego dzieła. 
Jego prace znajdują się w wielu kolekcjach w kraju, m.in. w muzeum Czapskich, w Muzeum Historycznym i Bibliotece Jagiellońskiej w Krakowie, także w Warszawie, Łańcucie i w Lesznie, oraz na Ukrainie - w Lwowskiej Galerii Obrazów.
Michał Sozański od 1896 żonaty był z Marią z Woźniakowskich (1865–1943), miał z nią czworo dzieci. Pochowany został na Cmentarzu Łyczakowskim we Lwowie.
Michała Sozańskiego, a także jego żonę portretował m.in. Jacek Malczewski - jego "Portret damy w kapeluszu" (1906) przedstawia Marię Sozańską; posłużyła też Malczewskiemu jako model do "Diany" w 1916, a także - prawdopodobnie - do "Pytii", "Bachantki" i "Eurydyki" w latach 1914–1918.